# Manoir de Kerhouant
Le manoir de Kerhouant est un édifice situé à Plouay, en France.

## Situation
Le manoir est situé sur le territoire de la commune de Plouay, au lieu-dit Kerhouant, dans le département du Morbihan, en région Bretagne.

## Description
Le manoir date des XVIIe et XVIIIe siècles, édifice très remanié, un pilier du portail d'entrée porte la date 1790, construit en moellons de granite, élévation à travées. Toiture  à longs pans recouverte d'ardoises, pignon couvert. EScalier de distribution extérieur de type complexe.

## Histoire
Le manoir est inscrit à l'inventaire général du patrimoine culturel.